# Bernie Shaw
Bernie Shaw (Vancouver, 15 giugno 1956) è un cantante canadese.
È noto per essere la voce degli Uriah Heep.

## Biografia

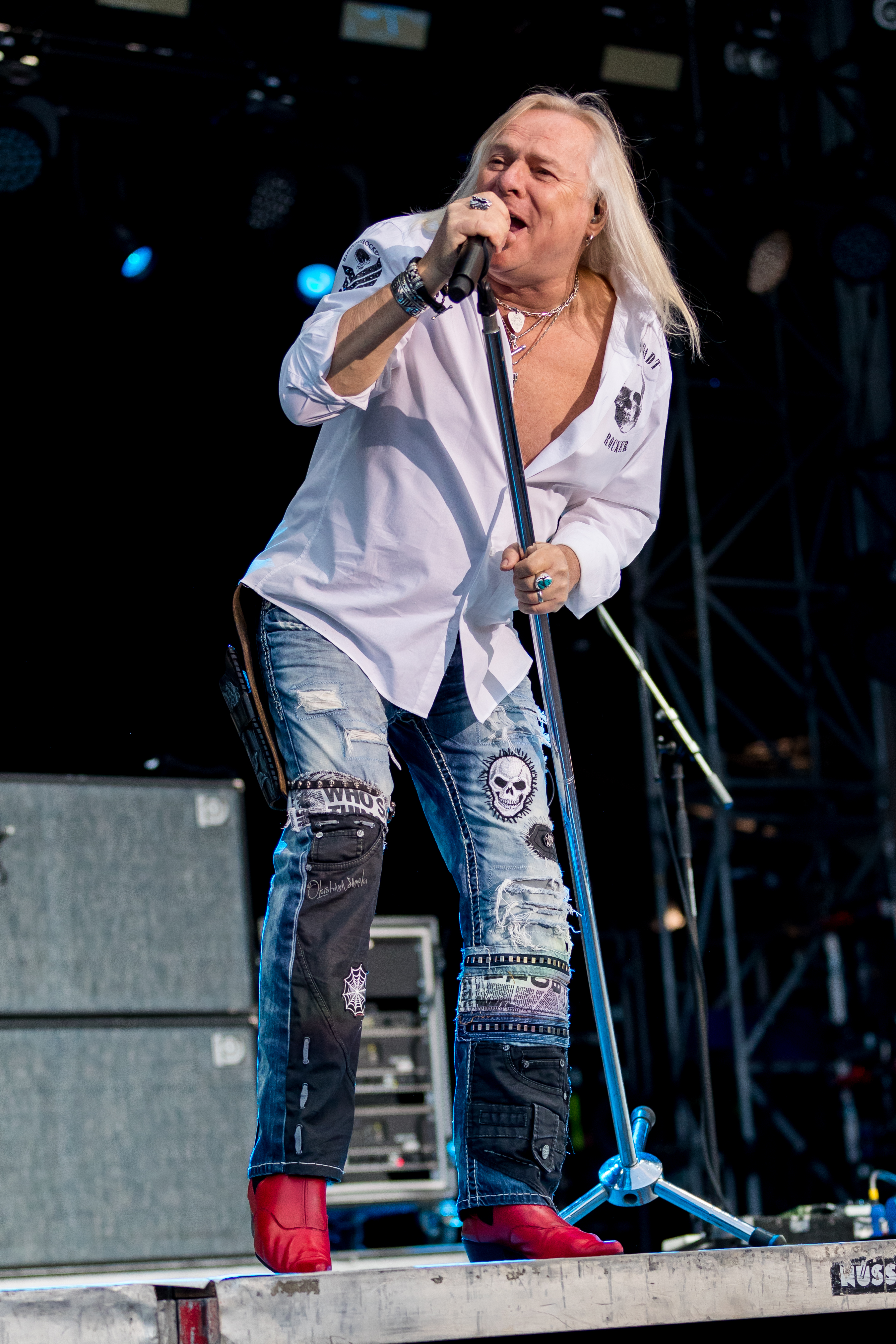
Bernie Shaw nel 2018

Inizia nei primi anni settanta la sua carriera di musicista come chitarrista, ma presto la abbandona in favore di quella di cantante.
Dopo aver militato in varie band, nel 1980 incide il suo primo disco con un gruppo chiamato "Grand Prix". Nella band militava anche il futuro membro degli Uriah Heep Phil Lanzon.
Successivamente lavora con la band di Clive Burr, che, dopo vari cambi di nome, incide nel 1984 il suo unico album. La band si chiamava "Stratus". In un concerto proprio con gli Stratus Shaw viene notato da Mick Box, che era alla ricerca di un cantante. Nel settembre del 1986 entra così a far parte degli Uriah Heep, band nella quale milita tuttora.

## Discografia

### Con i Grand Prix
- 1980 - Grand Prix

### Con gli Stratus
- 1984 - Throwing Shapes

### Con gli Uriah Heep

#### Album in studio
- 1989 - Raging Silence
- 1991 - Different World
- 1995 - Sea of Light
- 1998 - Sonic Origami
- 2008 - Wake the Sleeper
- 2009 - Celebration
- 2011 - Into the Wild
- 2014 - Outsider
- 2018 - Living the Dream
- 2023 - Chaos & Colour

#### Live
- 1988 - Live in Moscow
- 1996 - Spellbinder Live
- 2000 - Future Echoes of the Past
- 2001 - Acoustically Driven
- 2001 - Electrically Driven
- 2002 - The Magician's Birthday Party
- 2003 - Live in the USA
- 2004 - Magic Night